# Ламін Гассама
Ламін Гассама (фр. Lamine Gassama, нар. 20 жовтня 1989, Марсель, Франція) — сенегальський та французький футболіст, правий захисник національної збірної Сенегалу та турецького клубу «Аланьяспор».

## Клубна кар'єра
Ріс в північному передмісті Марселя у Ла Кастеллане. Першим молодіжним клубом став «Мартіг». Провівши в клубі два роки він повернувся в рідний Марсель, перейшовши в місцевий клуб «Обань». Там привернув увагу селекціонерів клубу «Ліон», отримавши пропозицію від академії клубу на наступний рік приєднався до команди.
В 2008 році підписав контракт з основною командою «Ліона». 2 вересня 2008 року було офіційно оголошено про укладення професійного контракту. Дебютував в основній команді 29 жовтня 2008 року в матчі проти «Сошо», матч завершився перемогою «Ліона» (2:0), а Гассама провів на полі всі 90 хвилин. Гассама дебютував у Лізі чемпіонів, в заключному матчі групового турніру проти «Баварії». Одним з головних завдань Ламіни було стримати атакуючі пориви півзахисника мюнхенців Франка Рібері. Повністю виконати завдання молодому захиснику не вдалося і він був замінений на 64-й хвилині матчу, а «Ліон» вдома поступився (2:3).
У січні 2012 року перейшов в «Лор'ян» на правах вільного агента, оскільки йому не вдалося досягти домовленості про продовження контракту з «Ліоном». У складі новой команди провів наступні чотири з половиною роки своєї кар'єри гравця. Більшість часу, проведеного у складі «Лор'яна», був основним гравцем команди, зігравши у 110 матчах Ліги 1.
Влітку 2016 року перейшов у турецький «Аланьяспор». Відтоді встиг відіграти за команду 60 матчів у національному чемпіонаті.

## Виступи за збірні
Ламін Гассама мав право виступати за і за збірну Франції, і за збірну Сенегалу. Спочатку схилявся до «триколірних» і зіграв кілька матчів за їх молодіжну збірну.
У травні 2011 року було оголошено, що Ламін буде грати за збірну Сенегалу. 10 серпня 2011 року дебютував за Сенегал в товариському матчі проти збірної Марокко, матч закінчився поразкою Сенегалу (2:0).
У складі збірної був учасником Кубка африканських націй 2015 року в Екваторіальній Гвінеї та Кубка африканських націй 2017 року у Габоні.
Наразі провів у формі головної команди країни 34 матчі.

## Титули і досягнення
- Срібний призер Кубка африканських націй: 2019